# Justin Hayward

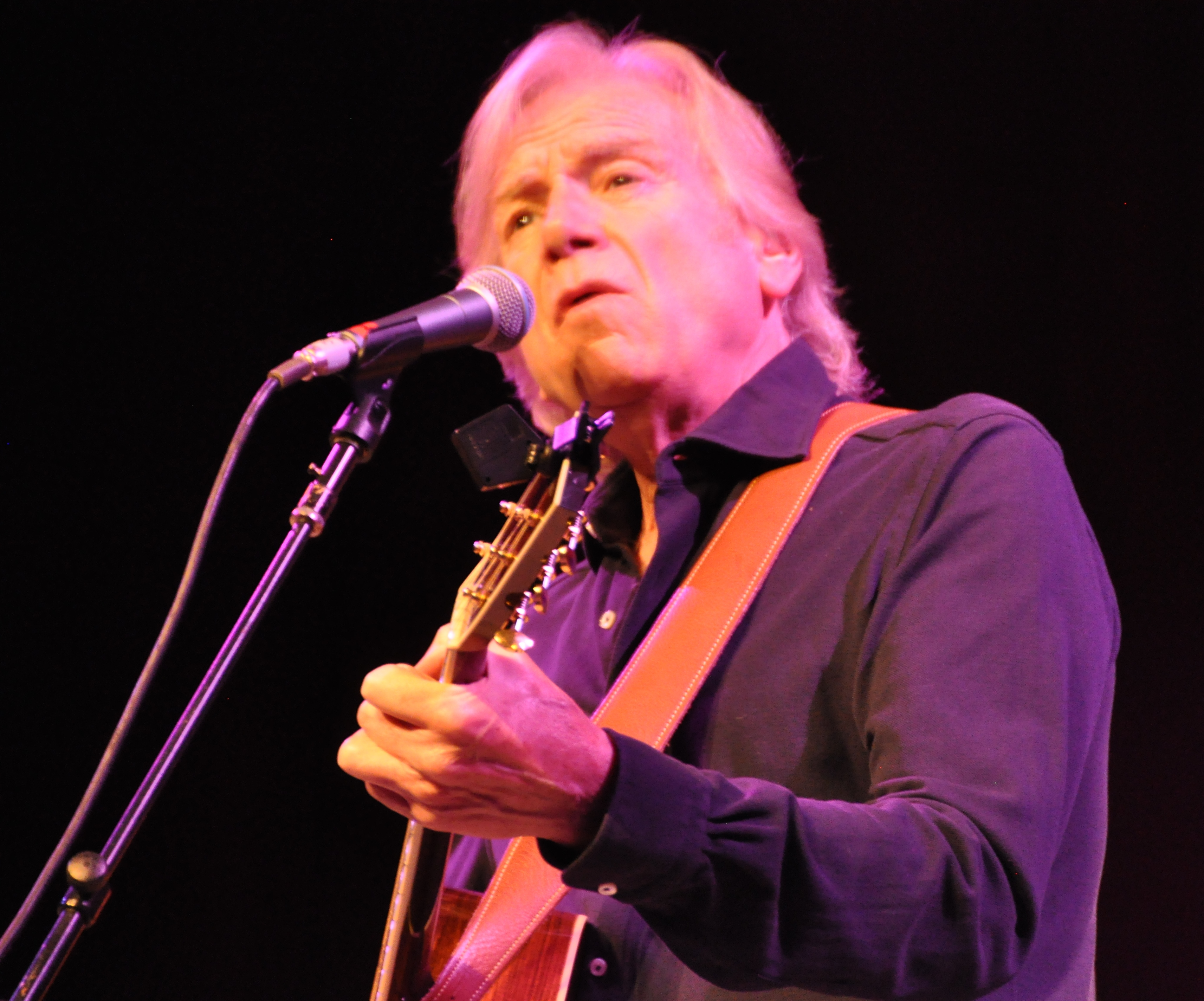
Justin Hayward, 2014

David Justin Hayward OBE (Swindon Wiltshire, 14 oktober 1946) is een Brits componist, zanger en gitarist, bekend als lid en leadzanger van de Moody Blues en van twee hits van het album Jeff Wayne's Musical Version of The War of the Worlds.

## Leven
Zijn eerste band vormt Hayward met Marty Wilde en zijn vrouw Joyce; The Wilde Three; ze brengen slechts één single uit (Since you’ve gone). Hij heeft dan al een contract afgesloten met een uitgeverij, geleid door platenproducer Lonnie Donegan. Hayward betreurt later die stap, omdat de rechten van zijn songs tot 1974 bij Donegan’s Tyler Music berustten en dat was net de succesvolste periode in zijn leven.

## Moody Blues
In 1966 wordt Hayward aangetrokken als versterking van de Moody Blues. Tegelijkertijd wordt John Lodge aangetrokken, zodat de Moodies weer compleet zijn na het vertrek van Denny Laine en Clint Warwick. Al meteen bij het eerste volledige muziekalbum Days of Future Passed is het raak; zijn composities Nights in White Satin en Tuesday Afternoon worden als singles grote successen; Nights zelfs meerdere malen. Nadat de groep zich heeft uitgeput in albums en optredens neemt Hayward in 1973 een sabbatical. In die tijd neemt hij samen met Lodge het album Blue Jays op, gevolgd door de single Blue Guitar en een korte Europese tournee waarbij Blue Jays gezien wordt als een surrogaat Moody Blues.
Na de sabbatical gaat Hayward vanaf 1978 weer verder met de Moody Blues, maar er komt ook af en toe een soloalbum uit. Het belangrijkst in de periode na 1974 is zijn bijdrage aan het album Jeff Wayne's Musical Version of The War of the Worlds, op de tracks Forever Autumn en The Eve of the War. Jeff Wayne, de maker van dat album, produceert dan weer Haywards tweede album Night Flight. Opvallender is zijn bijdrage aan het album The Eye of Wendor van de Mandalaband; hij zingt slechts een track, maar wordt daarin begeleid door de toetsenist Woolly Wolstenholme, van Barclay James Harvest, destijds door een criticus Poor man's Moody Blues genoemd.

## Jaren 80
Na de rustpauze vermindert de interesse in de muziek van Hayward en de Moody Blues; de punkbeweging is dan in volle gang en die heeft het niet begrepen op hun muziek. In de Verenigde Staten blijft men echter zeer populair, pas eind jaren 90 zakt daar de belangstelling.
In de jaren 80 schrijft Hayward enkele composities voor film en televisie waaronder:
- "It Won't Be Easy" voor de BBC2 sciencefictionserie uit 1987 Star Cops;
- "Something Evil, Something Dangerous" voor de film Howling IV: The Original Nightmare,
- "Eternal Woman" for She and
- muziek for The Shoe People.

De Moody Blues en Hayward maken nog steeds albums, met wisselend succes; Hayward moet steeds meer composities leveren, aangezien na het vertrek van Mike Pinder en Ray Thomas de Moodies nog maar twee componisten heeft; hij en Lodge.
Zo nu en dan zingt Hayward op andermans albums (of levert een compositie), zoals op
- (1989); Classic Blue van Mike Batt;
- (1999); Return to the Centre of the Earth van Rick Wakeman;
- (1994); "The Moody Blues Classis hits met het Frankfurt am Main Rock Orchestra and friends
- (1989):"The Angels Cry" gezongen door Agnetha Fältskog en Annie Haslam (los van elkaar);
- (2001):"Water" (with John Lodge) on Journey Into Amazing Caves
- (2001):"We Can Fly" (with John Lodge) on Journey Into Amazing Caves

Vanaf 2006 speelt Hayward een rol in de theatervoorstelling van Jeff Wayne's Musical Version of The War of the Worlds die vanaf april 2006 door Australië, Nieuw-Zeeland, Verenigd Koninkrijk, Ierland en het Europese vasteland reist. Op 30 juni, 1 juli en 2 juli 2009 wordt de show driemaal opgevoerd voor een uitverkochte Heineken Music Hall in Amsterdam. Een jaar later op 24 en 25 november 2010 wordt wegens het succes in 2009 de show nogmaals in de HMH opgevoerd, wederom onder grote belangstelling.
In 2004, 2006, 2008, 2010, 2012 en 2014 treden de Moodies op in de Heineken Music Hall en daarbij valt op dat de stemmen van Hayward en Lodge nauwelijks aan kracht hebben ingeboet; de optredens worden (door de fans) zeer gewaardeerd.

## Prijzen
Zijn muzikale bijdragen leverden hem een aantal prijzen op, doch voornamelijk in de Verenigde Staten.

## Solo-discografie
- Songwriter (1977)
- Night flight (1980)
- Moving mountains (1985)
- Classic blue (1989) with Mike Batt
- The Moody Blues classic hits (1994) with FRO & Friends
- The view from the hill (1996)
- Live in San Juan Capistrano (1998)
- Spirits of the western sky (2013)
- Spirits ... live

## NPO Radio 2 Top 2000
| Nummers met noteringen in de NPO Radio 2 Top 2000 | '99 | '00 | '01 | '02 | '03  | '04  | '05  | '06  | '07  | '08  | '09  | '10 | '11  | '12 | '13 | '14 | '15  | '16  | '17  | '18  | '19  | '20  | '21  | '22  | '23  | '24  |
| ------------------------------------------------- | --- | --- | --- | --- | ---- | ---- | ---- | ---- | ---- | ---- | ---- | --- | ---- | --- | --- | --- | ---- | ---- | ---- | ---- | ---- | ---- | ---- | ---- | ---- | ---- |
| Forever Autumn (met Jeff Wayne)                   | -   | -   | -   | -   | 1391 | 1233 | 1213 | 1189 | 1450 | 1374 | 1080 | 971 | 1179 | 758 | 689 | 800 | 1106 | 1579 | 1474 | 1605 | 1437 | 1637 | 1624 | 1655 | 1698 | 1517 |
| The Eve of the War (met Jeff Wayne)               | 449 | 653 | 641 | 628 | 710  | 1088 | 1075 | 1244 | 1287 | 1048 | 1065 | 878 | 1172 | 640 | 646 | 729 | 990  | 1244 | 1379 | 1049 | 1099 | 1353 | 1379 | 1269 | 1315 | 867  |

1. ↑  Een '-' betekent dat het nummer niet was genoteerd en een vetgedrukt getal geeft de hoogste notering van een nummer aan.

## Dvd's
| Dvd's met hitnoteringen in de Nederlandse Music Top 30  | Datum van verschijnen | Datum van binnenkomst | Hoogste positie | Aantal weken | Opmerkingen |
| ------------------------------------------------------- | --------------------- | --------------------- | --------------- | ------------ | ----------- |
| Spirits... Live - Live at the Buckhead theatre, Atlanta | 2014                  | 23-08-2014            | 28              | 2            |             |